# Kościół w Lüdersdorfie (Parsteinsee)
Kościół w Lüdersdorfie (niem. Dorfkirche Lüdersdorf) – luterańska świątynia znajdująca się w niemieckiej gminie Parsteinsee, w dzielnicy Lüdersdorf. Filia parafii Lunow.

## Historia
Pierwsza wzmianka o kościele pochodzi z 1689 roku i dotyczy budowy wieży. W 1696 zainstalowano nowy mechanizm zegara, a w 1698 budynek udekorowano gzymsami. W latach 1771–1772 świątynia została gruntownie przebudowana, m.in. dodano ołtarz z wbudowaną amboną i emporę oraz wyremontowano wieżę. W 1857 zainstalowano 8-głosowe organy z berlińskiego warsztatu Lang & Dinse. W 2001 roku odrestaurowano wieżę, a w 2014 roku organy zostały gruntownie wyremontowane przez  Christiana Schefflera z Sieversdorfu.